# Crise politique de 2016 en république démocratique du Congo
La crise politique de 2016 en république démocratique du Congo fait suite au report sine die de l'élection présidentielle prévue le 20 décembre 2016, qui permet au président Joseph Kabila de rester au pouvoir. Elle commence en septembre 2016, avec les premiers sommets politiques cherchant à régler la situation, concomitants à des manifestations faisant plusieurs morts, et se poursuit jusqu'au 31 décembre où un accord est finalement trouvé qui prévoit le retrait du président Kabila et la tenue d'une élection présidentielle en 2017.

## Contexte
Le président Kabila ayant déjà réalisé deux mandats, la constitution ne lui permet pas de se représenter. Après les élections de 2011 marquées par des fraudes massives, la situation politique est tendue en république démocratique du Congo. Des manifestations ont lieu en janvier 2015, durement réprimées. Des opposants et des journalistes sont arrêtés.

## Chronologie
En janvier 2015, l'assemblée congolaise adopte un projet de loi permettant de repousser la date des élections. Cette loi est contestée par l'opposition, et engendre trois jours de violence.
Le 11 mai 2016, la cour constitutionnelle autorise le président à rester au pouvoir en l'absence de nouvelles élections. L'opposition se rassemble le 10 juin à l'initiative d'Étienne Tshisekedi, et demande le départ de Kabila le 31 juillet.
Le 1er septembre, des négociations commencent à la Cité de l'Union Africaine à Kinshasa, mais une grande partie de l'opposition, dont celle menée par Étienne Tshisekedi refuse d'y participer. Les 19 et 20 septembre, soit trois mois avant la date de fin du mandat de Joseph Kabila, l'opposition organise des manifestations. Au cours de celles-ci, les forces de l'ordre tirent sur la foule, alors que des sièges de partis politiques et des commerces sont incendiés.
En octobre 2016, l'opposition appelle à une « journée villes mortes » devant le refus de Kabila d'organiser de nouvelles élections.
Le 18 octobre, fait des discussions de la Cité de l'Union africain, un accord est signé avec une frange de la classe politique qui y participait.
14 novembre, le Premier ministre Augustin Matata Ponyo démissionne pour laisser sa place à un gouvernement de large union, issu de l'accord du 18 octobre.
17 novembre, l'opposant Samy Badibanga est nommé Premier ministre, conformément à ces accords du 18 octobre.
Le 20 décembre 2016, le président Kabila annonce un nouveau gouvernement, alors que son mandat expirait le 19 décembre.
Le 23 décembre 2016, le gouvernement conduit par le Premier ministre Samy Badibanga est investi. 
Un accord pour organiser une élection en 2017 a finalement été trouvé le 31 décembre 2016 après des négociations entamées le 8 décembre à l'aide d'une médiation du ministre de la justice et de la Conférence épiscopale nationale du Congo (Église catholique).
Le 7 avril 2017, il nomme son adversaire politique Bruno Tshibala Premier ministre de la république démocratique du Congo, à la suite d'un accord négocié sous l'égide de l'Église catholique afin que le poste revienne à un membre de l'opposition. Cette décision de Joseph Kabila, qui profite de la désunion de ses adversaires, fait perdurer les divisions au sein de l'opposition.

## Réactions
Pour Jean-Marc Ayrault ministre français des Affaires étrangères, « Cet accord contient les éléments d’une sortie de la crise politique et institutionnelle que connaît le pays ».
Moïse Katumbi, de l'opposition, s'est dit lui aussi satisfait de cet accord et annonce sa candidature à l'élection présidentielle de 2017.
L'archevêque de Kinshasa, Laurent Monsengwo a demandé au président Kabila de ne pas se maintenir au pouvoir par la force. Le pape François a exhorté les Congolais à être des « artisans de réconciliation et de paix ».

## Bilan humain
Selon l'ONU, au moins 40 personnes sont mortes dans la ville de Kinshasa lors de manifestations demandant le départ du président Kabila.